# Ana Paula Arósio

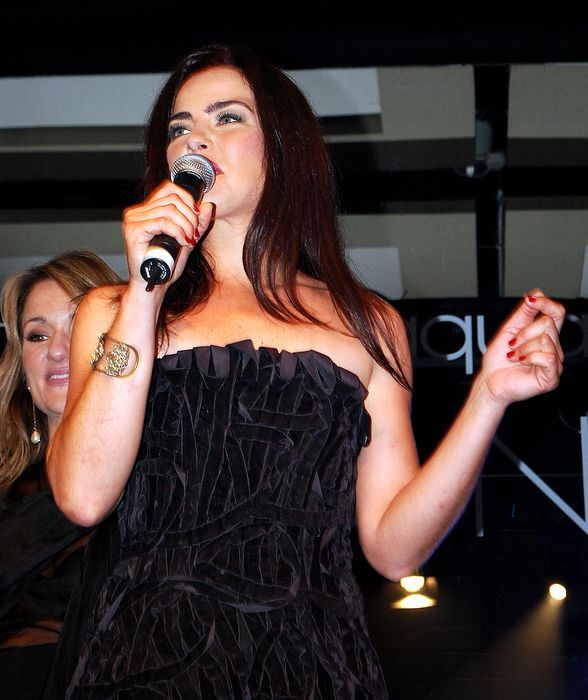
Ana Paula Arósio

Ana Paula Arósio (sinh ngày 16 tháng 7 năm 1975 tại São Paulo, Brasil) là một người mẫu và diễn viên người Brazil. Từ năm 2015, cô chuyển đến Swindon, Wiltshire định cư.

## Cuộc đời
Arósio là một trong những nữ diễn viên nổi tiếng nhất Brazil. Năm 12 tuổi, trong lúc đang đi siêu thị, Ana được một nhân viên đại diện truyền thông phát hiện và quyết định nhận cô về công ty quảng cáo của mình. Từ đó Ana bắt đầu sự nghiệp làm người mẫu. Công việc đầu tiên của cô đã được thực hiện với công ty Stilo của Brazil, cùng với nhiếp ảnh gia người Brazil có tên là Paulo Sadao. Năm 1989, Arósio chuyển đến Nhật Bản để tiếp tục công việc mẫu ảnh.

## Sự nghiệp
Sau khi xuất hiện trên hàng trăm bìa tạp chí và quảng cáo trên truyền hình, Ana bắt đầu lấn sân sang ngành diễn xuất. Vai diễn đầu tiên mà Ana nhận được là cô nàng Berenice trong bộ phim mang tên Forever, là sản phẩm hợp tác giữa hai nước Ý và quê nhà Brazil, do Walter Hugo Khouri đạo diễn. Cô lần đầu lên sóng truyền hình với bộ phim dài tập Éramos Seis (Thuở ta lên sáu), vào vai Amanda.
Năm 2004, Ana Paula giành giải nữ diễn viên phụ xuất sắc nhất cho bộ phim Celeste & Estrela, do Betse de Paula đạo diễn, trong Liên hoan phim lần thứ ba của Varginha.
Năm 2005, cô tham gia bộ phim Brazil O Coronel e o Lobisomem, đạo diễn bởi Maurício Farias.
Năm 2007, Ana Paula được chọn làm gương mặt mới cho Avon. Trong năm 2008, Ana Paula một lần nữa đóng vai chính trong một đoạn thời gian khác, telenovela Ciranda de Pedra, một telenovela chuyển thể từ một cuốn tiểu thuyết năm 1981.
Trong tháng 10 năm 2010, nghiêng về ngôi sao trong Telenovela Insensato Coração, Arósio, theo Rede Globo, các bản thu âm thiếu chiến lược đúng đắn và bị ngắt kết nối khỏi sự sản xuất. Vào ngày 20 tháng 12 cùng năm, nữ diễn viên đã từ chức Globo và chấm dứt hợp đồng, được công bố vào ngày 12 tháng 1 năm 2011.